# Nightrain
Nightrain er det tredje nummer på det amerikanske Hard Rock band Guns N' Roses' debutalbum Appetite for Destruction.
Sangen blev udgivet som bandets 4. single (efter Sweet Child o' Mine). Singlen nåede nr. 93 på den amerikanske Billboard hitliste. Selv om sangen blev udgivet som en single, blev den ikke medtaget i deres Greatest Hits album.
Sangen er en hyldest til et berygtet mærke af billig californisk vin kaldet Night Train Express, som blev meget populær hos bandet i deres tidlige dage. Især grundet af den lave pris og det høje alkoholindhold. 
Sangen blev rangeret som nr. 8 på Guitar World's liste over Top 10 Drinking Songs.